# Synagoga v Činěvsi
Bývalá synagoga stojí v obci Činěves jako čp. 187. Vybudována byla v roce 1857.
K bohoslužebným účelům sloužila do konce 19. století, v roce 1897 pak byla prodána a přestavěna k obytným účelům. V půdních prostorách má dochovány zbytky původní výmalby stropu.